# キムバン
キムバン市社（キムバンししゃ、ベトナム語：Thị xã Kim Bảng / 市社金榜?）は、ベトナム社会主義共和国ハナム省の市社である。面積は175.40km²、人口は145,744人（2023年）である。

## 行政区画
以下の10坊7社から構成される。
- バーサオ坊（Ba Sao / 巴稍）
- ダイクオン坊（Đại Cương / 代剛）
- ドンホア坊（Đồng Hóa / 同化）
- レホ坊（Lê Hồ / 黎湖）
- ゴクソン坊（Ngọc Sơn / 玉山）
- クエ坊（Quế / 桂）
- タントゥー坊（Tân Tựu / 新就）
- タンソン坊（Tân Sơn / 新山）
- ティーソン坊（Thi Sơn / 詩山）
- トゥオンリン坊（Tượng Lĩnh / 象嶺）
- ホアンタイ社（Hoàng Tây / 黃西）
- カーフォン社（Khả Phong / 可封）
- リエンソン社（Liên Sơn / 連山）
- グエンユイ社（Nguyễn Úy / 阮尉）
- タインソン社（Thanh Sơn / 青山）
- トゥイロイ社（Thụy Lôi / 瑞雷）
- ヴァンサー社（Văn Xá / 文舍）